# After Hours (chanson de The Weeknd)
Pour les articles homonymes, voir After Hours.
Clip vidéo
[vidéo] « After Hours », sur YouTube
Pistes de After Hours
Repeat After Me (interlude)
(12) Until I Bleed Out
(14)
After Hours est une chanson du chanteur canadien The Weeknd. Elle est sortie le 19 février 2020 en tant que single promotionnel de son quatrième album éponyme,. The Weeknd a écrit et produit la chanson avec ses producteurs Illangelo, DaHeala et Mario Winans, avec Belly recevant des crédits additionnels d'écriture du titre.

## Crédits
Crédits provenant de Tidal .
- The Weeknd - chant, écriture, production
- Belly - écriture
- Jason Quenneville - écriture
- Illangelo – écriture, production, programmation, claviers, ingénierie, mixage
- Mario Winans – écriture, production
- Shin Kamiyama – engineering

## Classements hebdomadaires
| Classement (2020)                        | Meilleure position |
| ---------------------------------------- | ------------------ |
| Allemagne (Media Control AG)             | 35                 |
| Australie (ARIA)                         | 11                 |
| Autriche (Ö3 Austria Top 40)             | 33                 |
| Belgique (Flandre Ultratop 50 Singles)   | 43                 |
| Belgique (Flandre Ultratop R&B/Hip-Hop)  | 12                 |
| Belgique (Wallonie Ultratip 50)          | 20                 |
| Belgique (Wallonie Ultratop R&B/Hip-Hop) | 35                 |
| Canada (Hot 100)                         | 14                 |
| Danemark (Tracklisten)                   | 17                 |
| Écosse (OCC)                             | 87                 |
| Espagne (PROMUSICAE)                     | 84                 |
| États-Unis (Hot 100)                     | 20                 |
| États-Unis (R&B/Hip-Hop Songs)           | 10                 |
| États-Unis (Rhythmic Songs)              | 34                 |
| États-Unis (Rolling Stone Top 100)       | 5                  |
| Finlande (Suomen virallinen lista)       | 11                 |
| France (SNEP)                            | 44                 |
| Irlande (Irish Singles Chart)            | 14                 |
| Italie (FIMI)                            | 68                 |
| Norvège (VG-lista)                       | 14                 |
| Nouvelle-Zélande (RMNZ)                  | 29                 |
| Pays-Bas (Single Top 100)                | 27                 |
| Portugal (AFP)                           | 18                 |
| Tchéquie (IFPI Singles Digitál)          | 9                  |
| Royaume-Uni (UK Singles Chart)           | 20                 |
| Suède (Sverigetopplistan)                | 10                 |
| Suisse (Schweizer Hitparade)             | 16                 |

## Historique de sortie
| Région | Date            | Format                       | Label(s)        | Réf    |
| ------ | --------------- | ---------------------------- | --------------- | ------ |
| Divers | 19 février 2020 | - Téléchargement - streaming | - XO - Republic | [ 31 ] |